# Andrew Burnap
Andrew Burnap (sinh ngày 5 tháng 3 năm 1991) là nam diễn viên người Mỹ. Anh được biết tới qua nhiều vai diễn sân khấu kịch, có thể kể tới như vở King Lear năm 2014 của sân khấu Public Theater và Troilus and Cressida năm 2016. Burnap bắt đầu nổi tiếng với vai Toby Darling trong vở The Inheritance của Matthew Lopez, ra mắt tại sân khấu West End và sau đó là Broadway. Vai này mang về cho anh một giải Tony ở hạng mục "Nam diễn viên chính sân khấu kịch xuất sắc nhất". Năm 2023, ông vào vai Vua Arthur trong nhạc kịch Camelot của Lerner và Loewe (Broadway).
Ở lĩnh vực truyền hình, anh từng thủ các vai Phil trong phim WeCrashed (2022, Apple TV+) và Joseph Smith trong sê-ri ngắn Under the Banner of Heaven (2022, FX Hulu).

## Tiểu sử
Burnap sinh ra và lớn lên tại South Kingstown, Rhode Island, anh tốt nghiệp trường Đại học Rhode Island.

## Danh sách phim

### Điện ảnh
| Năm  | Tên            | Vai      | Ct        |
| ---- | -------------- | -------- | --------- |
| 2016 | The Layoff     | Jeremy   | Phim ngắn |
| 2018 | The Chaperone  | Floyd    |           |
| 2018 | Spare Room     | Matt     |           |
| 2024 | The Front Room | Norman   |           |
| 2025 | Snow White     | Jonathan |           |

### Truyền hình
| Năm  | Tên                        | Vai               | Ct                                   |
| ---- | -------------------------- | ----------------- | ------------------------------------ |
| 2018 | Instinct                   | Henry             | Tập: "Live"                          |
| 2019 | The Code                   | Sgt. Julian Lucas | Tập: "Smoke-Pit"                     |
| 2021 | Younger                    | Topher Clarke     | Tập: "The Son Also Rises"            |
| 2021 | The Good Fight             | Max               | Tập: "And the Détente Had an End..." |
| 2022 | WeCrashed                  | Phil              | 6 tập                                |
| 2022 | Under the Banner of Heaven | Joseph Smith      | 5 tập                                |